# Mattos Algrund
Mattos Algrund är en ö i Finland.   Den ligger i den ekonomiska regionen  Vasa  och landskapet Österbotten, i den västra delen av landet, 400 km nordväst om huvudstaden Helsingfors. Arean är 0,39 kvadratkilometer.
Terrängen på Mattos Algrund är mycket platt. Den sträcker sig 1,7 kilometer i nord-sydlig riktning, och 1,4 kilometer i öst-västlig riktning.